# Бартрес
Бартре́с (фр. Bartrès, окс. Bartrés) — коммуна во Франции, находится в регионе Юг — Пиренеи. Департамент — Верхние Пиренеи. Входит в состав кантона Лурд-Уэст. Округ коммуны — Аржелес-Газост.
Код INSEE коммуны — 65070.

## География

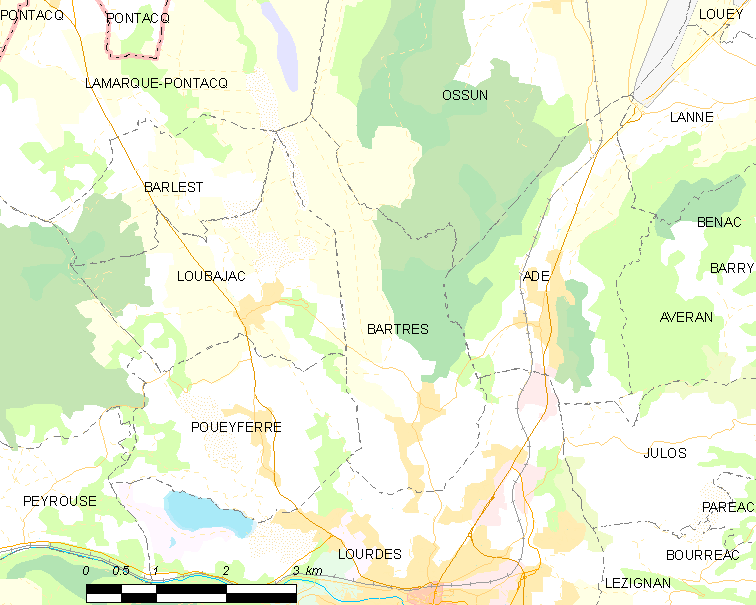
Карта коммуны

Коммуна расположена приблизительно в 670 км к югу от Парижа, в 135 км юго-западнее Тулузы, в 16 км к юго-западу от Тарба.
По территории коммуны протекают реки Марден и Ус.

## Климат
Климат умеренно-океанический с солнечной тёплой погодой и обильными осадками на протяжении практически всего года.

## Население
Население коммуны на 2010 год составляло 477 человек.
| 1962 | 1968 | 1975 | 1982 | 1990 | 1999 | 2010 |
| ---- | ---- | ---- | ---- | ---- | ---- | ---- |
| 163  | 167  | 197  | 302  | 349  | 350  | 477  |

## Администрация
| Период | Период | Фамилия    | Партия | Примечания |
| ------ | ------ | ---------- | ------ | ---------- |
| 2001   | 2020   | Жерар Клав |        |            |

## Экономика
В 2010 году среди 297 человек трудоспособного возраста (15-64 лет) 196 были экономически активными, 101 — неактивными (показатель активности — 66,0 %, в 1999 году было 70,8 %). Из 196 активных жителей работали 186 человек (93 мужчины и 93 женщины), безработных было 10 (5 мужчин и 5 женщин). Среди 101 неактивных 28 человек были учениками или студентами, 41 — пенсионерами, 32 были неактивными по другим причинам.

## Достопримечательности
- Дольмен Пер-Икад. Высота — 1,65 м. Исторический памятник с 1889 года[4]
- Курган (тумулус) Альяд (эпоха неолита, железный век, бронзовый век). Исторический памятник с 1977 года[5]
- Овчарня Сент-Бернадет (1830 год). Исторический памятник с 1995 года[6]

## Фотогалерея

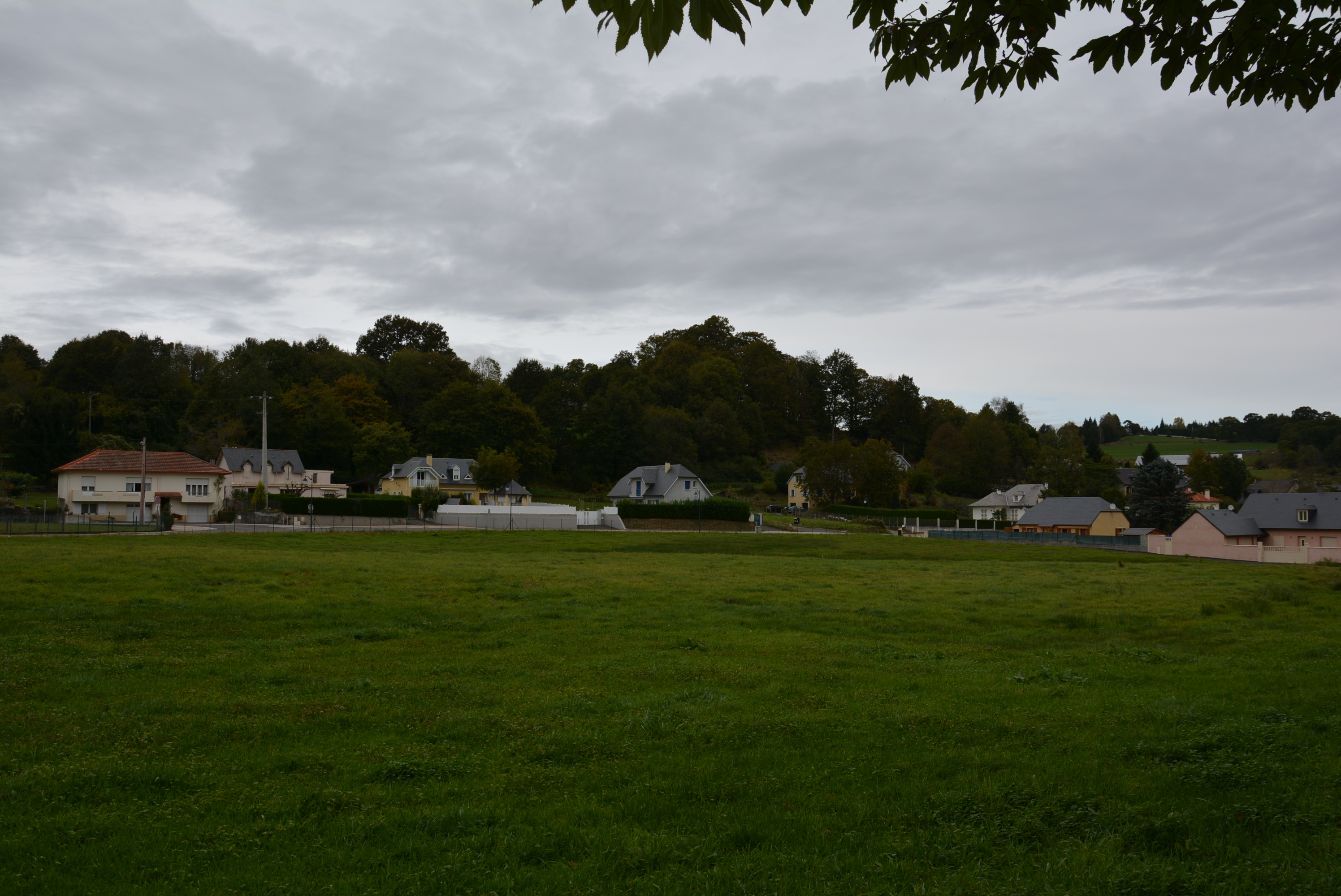
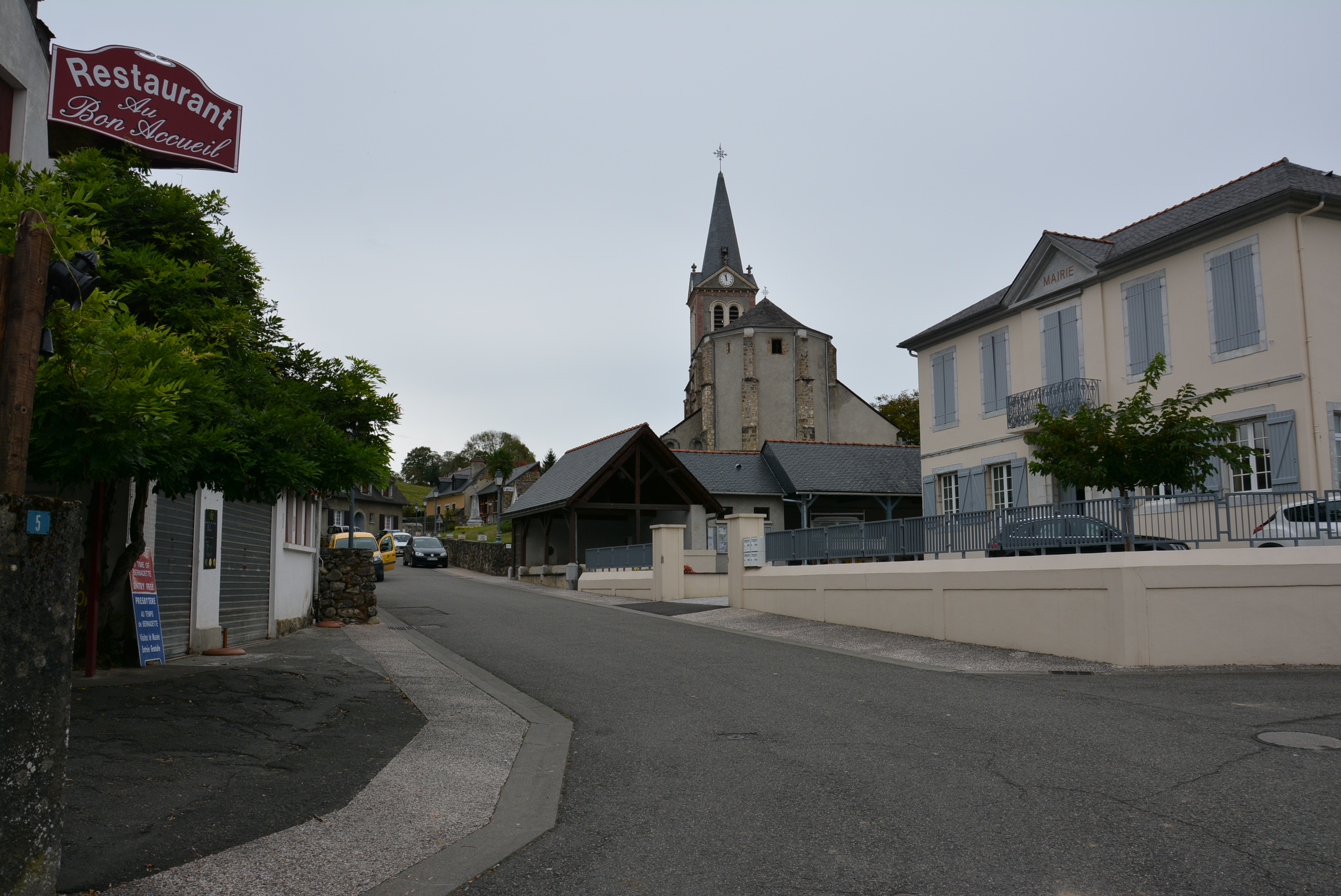
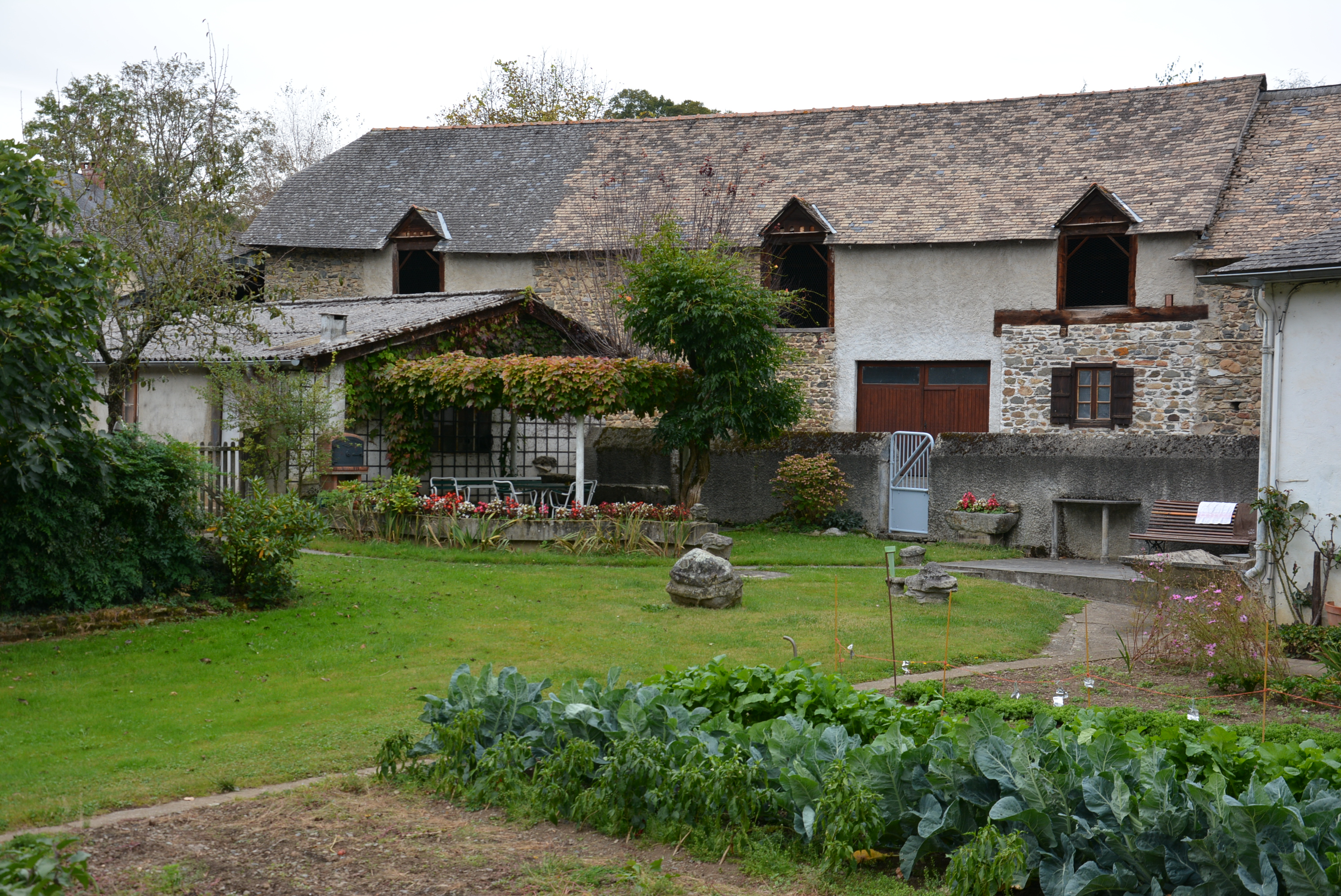
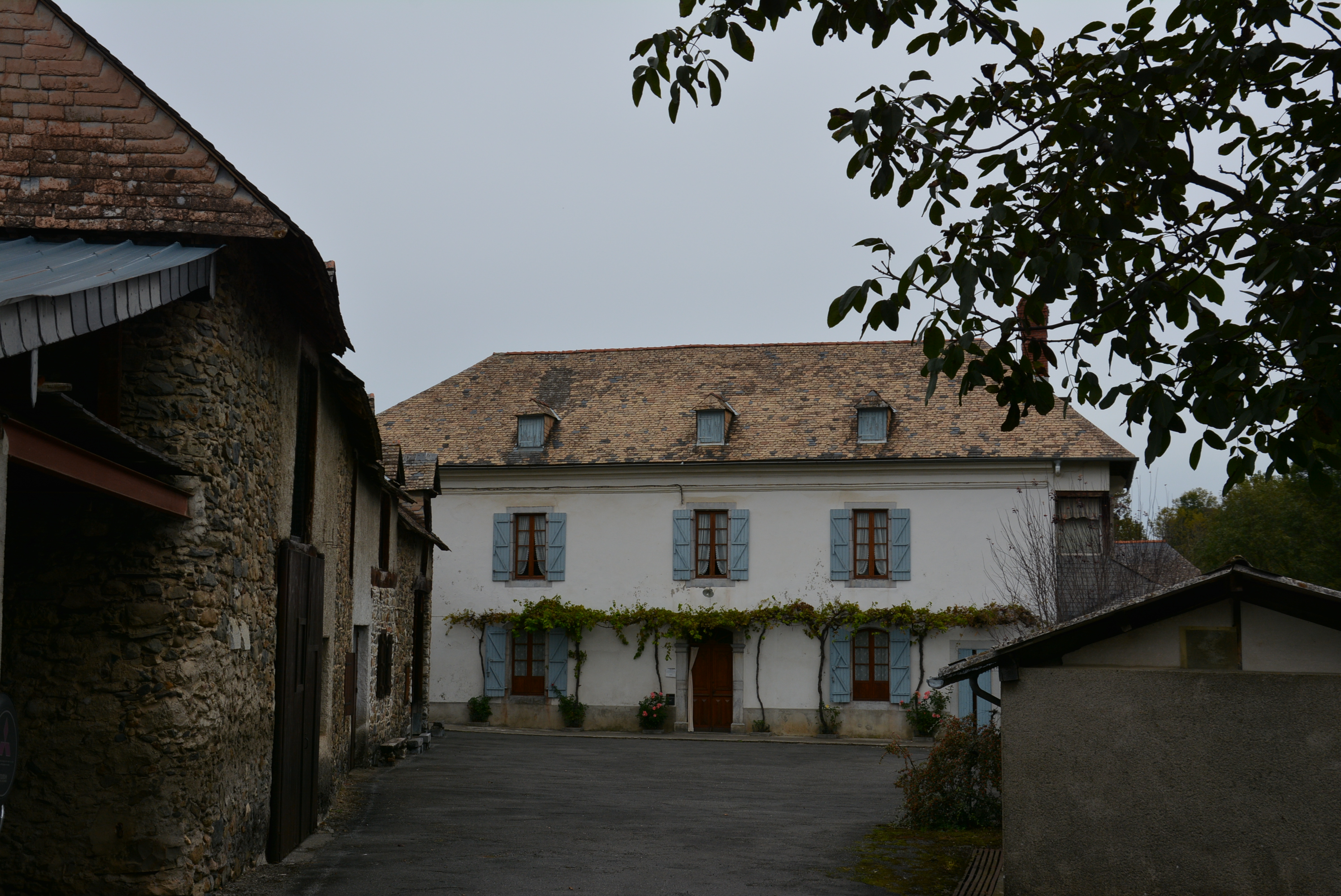
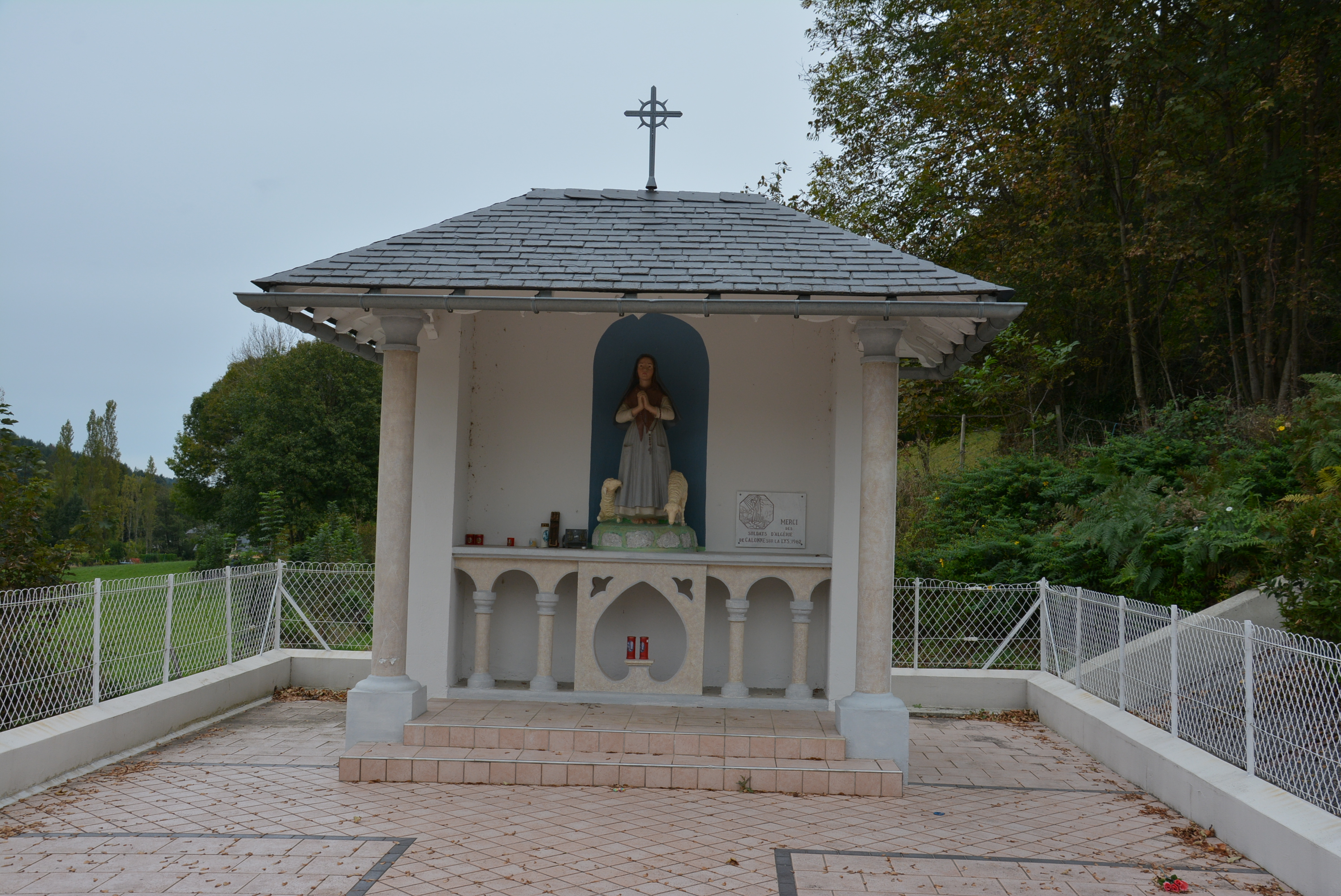